# Indépendants de gauche
Als Indépendants de gauche (Unabhängige der Linken) bezeichneten sich zwei Fraktionen in der französischen Abgeordnetenkammer der Dritten Republik.

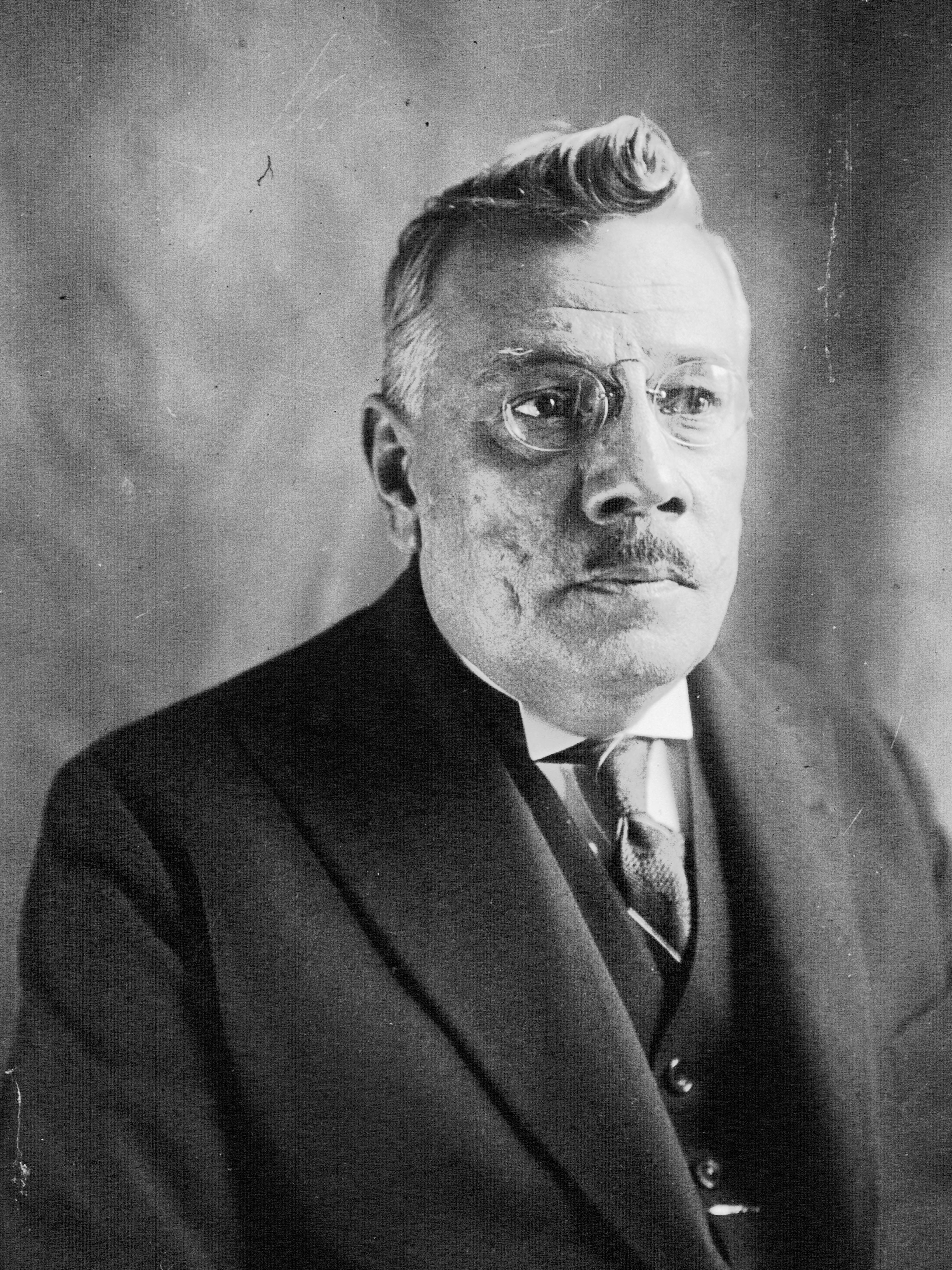
Alcide Delmont

## 1928 bis 1932
Während der Legislaturperiode 1928–1932 war die Fraktion zunächst eine kleine Mitte-Links-Fraktion, in der sich Einzelpersonen zusammenfanden, die auf ihrer Unabhängigkeit bestanden, sich aber zusammenschließen mussten, um Plätze in parlamentarischen Ausschüssen zu erhalten.
Zu Beginn umfasste sie nur 15 Mitglieder, darunter ehemalige unabhängige Sozialisten der Section française de l’Internationale ouvrière (SFIO) wie Alexandre Varenne, parteilose und gemäßigte Linke wie ihr Fraktionssekretär Alcide Delmont und dessen Nachfolger Henri Guernut, der ab 1931 auch Präsident war, sowie Radikale, doch im Laufe der Legislaturperiode gewann sie etwa zehn neue Mitglieder.

## 1932 bis 1936
Nach den Wahlen von 1932 spaltete sich die Fraktion in einen linken Flügel, der eine Fraktion bleiben wollte, die in Richtung der Radikalen blickte, und einen rechten Flügel, der sich der Alliance démocratique annäherte. Vier Abgeordnete aus dem ersten Block gründeten mit neu gewählten Abgeordneten die Fraktion der Gauche indépendant (Unabhängige Linke) neu, die in der linken Mitte blieb. Acht weitere ausscheidende Abgeordnete behielten den Namen, stellten sich aber gegen das neue Linkskartell und drifteten in die rechte Mitte ab.
Während der Legislaturperiode 1932–1936 bekannten sich ihre Mitglieder zur Alliance démocratique und zu den Radical indépendants.
Vorsitzender der Fraktion war unter anderem René Besse. Ihr Sekretär war von 1932 bis 1936 Alcide Delmont.

## Senat
Im Senat bildete sich 1933 eine Fraktion der Unabhängigen, in der unter anderem Pierre de Chambrun saß, und die insgesamt sieben Senatoren stellte.